# Jealousy (chanson de Queen)
Pour les articles homonymes, voir Jealousy.
Singles de Queen
Mustapha
(1979) Crazy Little Thing Called Love
(1979)
Pistes de Jazz
Fat Bottomed Girls Bicycle Race
Jealousy est une chanson du groupe de rock britannique Queen, sortie en single en 1979, uniquement dans quelques pays comme le Brésil, Canada, Nouvelle-Zélande, Russie ou encore les États-Unis. Elle n'a cependant pas été classée et n'a pas rencontré autant de succès qu'espéré. Écrite par Freddie Mercury, il s'agit du dernier extrait de leur album Jazz sorti l'année précédente.

## Autour de la chanson
Écrite et interprétée au piano par Freddie Mercury, la chanson est également jouée par moments à la guitare acoustique par Brian May. Il s'agit d'un modèle « bon marché » de marque Hairfred équipée d'un chevalet modifié aplani sur lequel était placé un morceau de câble métallique de façon à reproduire le son d'un sitar. Le bassiste John Deacon y fait quelques erreurs avec sa basse[réf. souhaitée], mais le groupe a gardé le son pour conserver l'ambiance de l'enregistrement, puisque tous les instruments ont été enregistrés simultanément.

## Crédits
- Freddie Mercury : chant principal, chœurs et piano
- Brian May : guitare acoustique
- Roger Taylor : batterie
- John Deacon : guitare basse